# 阿波山上神社
阿波山上神社（あわやまのうえのじんじゃ、あわやまのえのじんじゃ）は、茨城県東茨城郡城里町阿波山にある神社。「降木明神」の別名がある。「延喜式神名帳」の「阿波山上神社」に比定されている。旧社格は郷社。例祭は4月15日。

## 概要
阿波山上神社は、城里町北部の桂地区にある。境内の西側に沿うように国道123号が通っている。「山上」を冠する社名にもかかわらず、一帯は那珂川と桂川に挟まれた平地である。『神社覈録』に「古老伝言、昔者大山村呼爲上粟山、粟野村呼爲下粟山、祠即在二村之上、故祠有阿波山上之称矣」とあり、粟山の上下二ヶ村のうち、上粟山に鎮座していたことから、阿波山上神社の称が生じたという口碑が記されている。この伝承に基づけば、社名には元々「山上」の意は含まれていない。
「阿波（あわ）」は延喜式神名帳の阿波山上神社のほか、『倭名類聚抄』の那珂郡阿波郷にも見える古い地名である。『常陸国風土記』の那賀郡の条にある「自郡東北挟粟河而置駅家（郡より東北、粟河を挟みて駅家を置けり）」の「粟河」は那珂川の別名であり、これは阿波郷を通ることに因んだものとされている。阿波郷は、現在の「阿波山」と、南隣の「粟（旧粟村）」を合わせた地域と考えられている。『新編常陸国誌』に「是常国に粟を生ぜし処なりと」とあり、常陸国における粟の発祥の地という伝承がある。
『新編常陸国誌』に、従来、この地一帯は粟栽培の好適地であることから「粟」と呼ばれていたが、好字令を受けて「阿波」の二字を借りたという考察がある。中世以降の文献資料には、依然として「粟」の字を含んだ地名（粟郷、上粟、下粟等）が見られる。正平10年（1355年）、佐竹義篤によりこの地に封じられた佐竹義孝は大山氏を名乗り、島状の丘陵にある大山城を居館としたが、「大山」は「粟山」の転訛であるという。また、この地にいた佐竹義盛の弟義有は「粟刑部大輔」を称し、「粟殿」と呼ばれていた。なお、「大山」は江戸時代末期（天保年間）に阿波山村と改称されるまで旧村名となった。

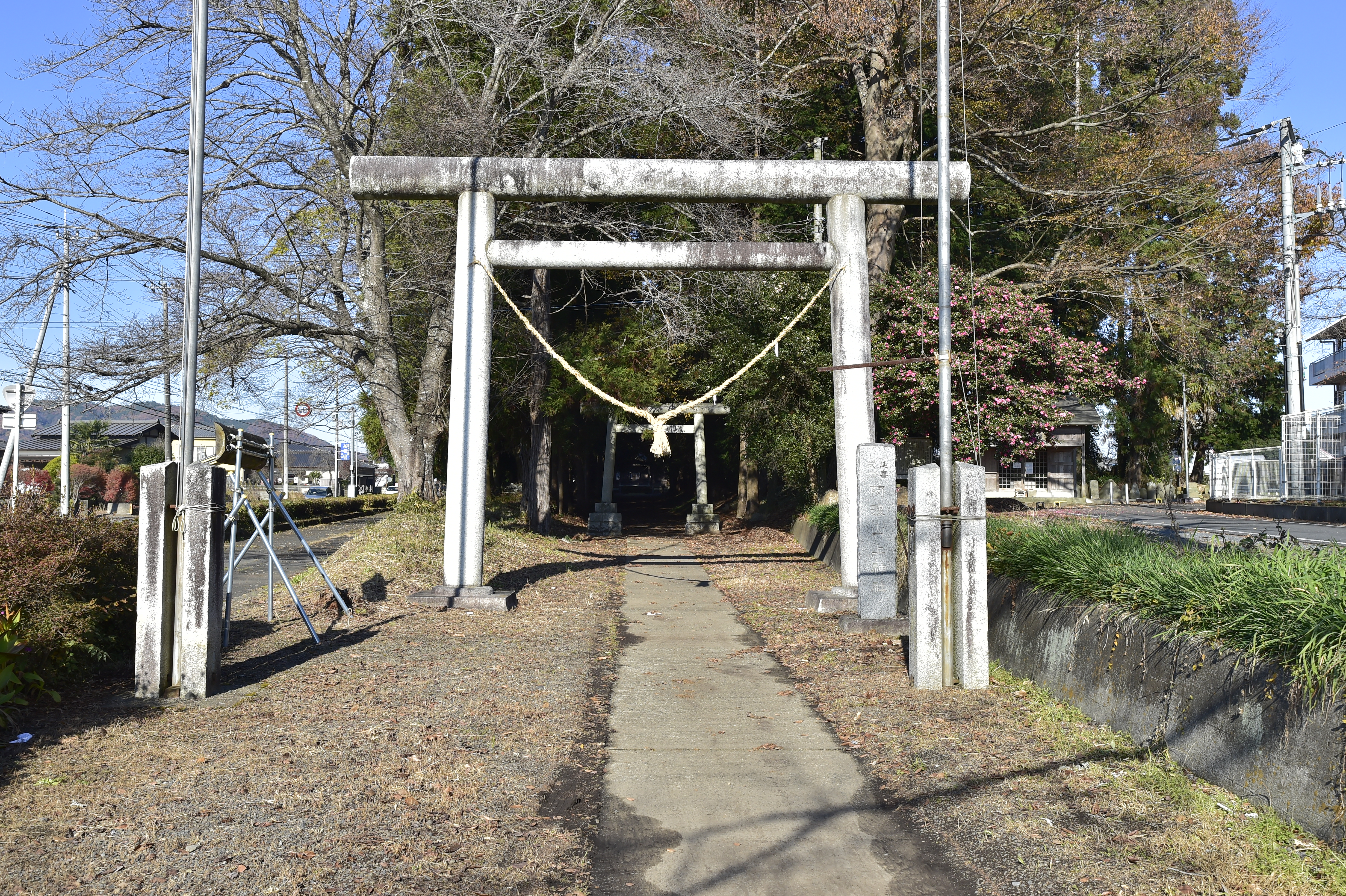
一の鳥居。左手側には国道123号が通っている。

## 祭神
少彦名命
- 童子姿の神が手に粟穂を持ち、大杉に降臨したという伝承から「降木明神（佐加利子明神[6][4]）」の別名がある。『新編常陸国誌』に「本殿の坤方に降木山、降木原などあり」とあり、この伝承に因んだ地名も存在した。
- 神体は童子の姿をした木造立像である。『新編常陸国誌』に「神体は木製の立像にて束帯なり」とあり、『府県郷社明治神社誌料』に「御神体は童形に座ます」とある。
- 少彦名命は、国造りを終えた後、淡島で粟茎（あわがら）に弾かれて常世国に渡ったという、粟に由縁のある神である（『日本書紀』）。
- 神木は杉である。境内の「御神木由来」によれば、かつて二代目にして樹齢千年ともいう巨杉が「大杉様」として崇敬されていたが、昭和47年9月18日の落雷により炎上し、倒木の危険が生じたことから伐採された（昭和48年7月5日神社本庁承認）。「大杉様」の苗から現在の神木が育っている。

### 境内社
八幡神社（応神天皇）、富士神社（木花開耶姫命）、疱瘡神社（月読命）、天満神社（菅原道真）、天王神社（素盞嗚尊）、伊勢神明社、稲荷神社（倉稲魂命）、東照天満神社の8社がある。伊勢神明社と東照天満神社を記載していない資料もある。

## 歴史
社伝によると大宝元年（701年）の創建という。
『日本三代実録』の巻49、仁和2年12月9日癸丑（886年）に「授常陸國從五位下阿波神從五位上」とあり、「阿波神」として從五位上に昇叙した。「延喜式神名帳」では常陸国那賀郡7座（大2座小5座）のうちの小社「阿波山上神社」として記載された。旧桂村には同じく常陸国那賀郡の小社「石船神社」がある。
建保4年（1216年）、親鸞が当地にあった阿弥陀寺を頼って大山草庵を結び、常陸奥郡の布教伝道の地としたという（大山草案の由来）。参道の入口に大山草案跡の石碑と由来を記した案内板があり、延命地蔵尊が安置されている。
延徳2年（1490年）、太田城主の佐竹義舜が奸臣により孫根城に追われた時に、当社に戦勝祈願したという伝承がある。義舜は神徳を感じて、正月に門松を飾らない氏子の慣習に従ったという（『城北郷土読本』）。
中近世にかけて、歴代領主により崇敬を受けた。
- 天文10年11月（1541年）、大山義在が社頭を再興した（棟札）。
- 天正10年（1592年）、大山義勝が修営を行った（棟札）。
- 江戸時代、水戸城主の徳川斉昭が15石の社領を寄進した。また社殿を修繕した[1]。

天狗党の乱では、当社の境内で戦闘が行われた。
近代社格制度においては、郷社に列した。